# Mukdahan
Mukdahan, (thai:  มุกดาหาร) är en provins (changwat) i nordöstra Thailand. Provinsen hade år 2000 310 718 invånare på en areal av 4 339,8 km². Provinshuvudstaden är Mukdahan town.

## Administrativ indelning
Provinsen är indelad i 7 distrikt (amphoe). Distrikten är i sin tur indelade i 53 subdistrikt (tambon) och 493 byar (muban). 